# دستگاه ایمنی

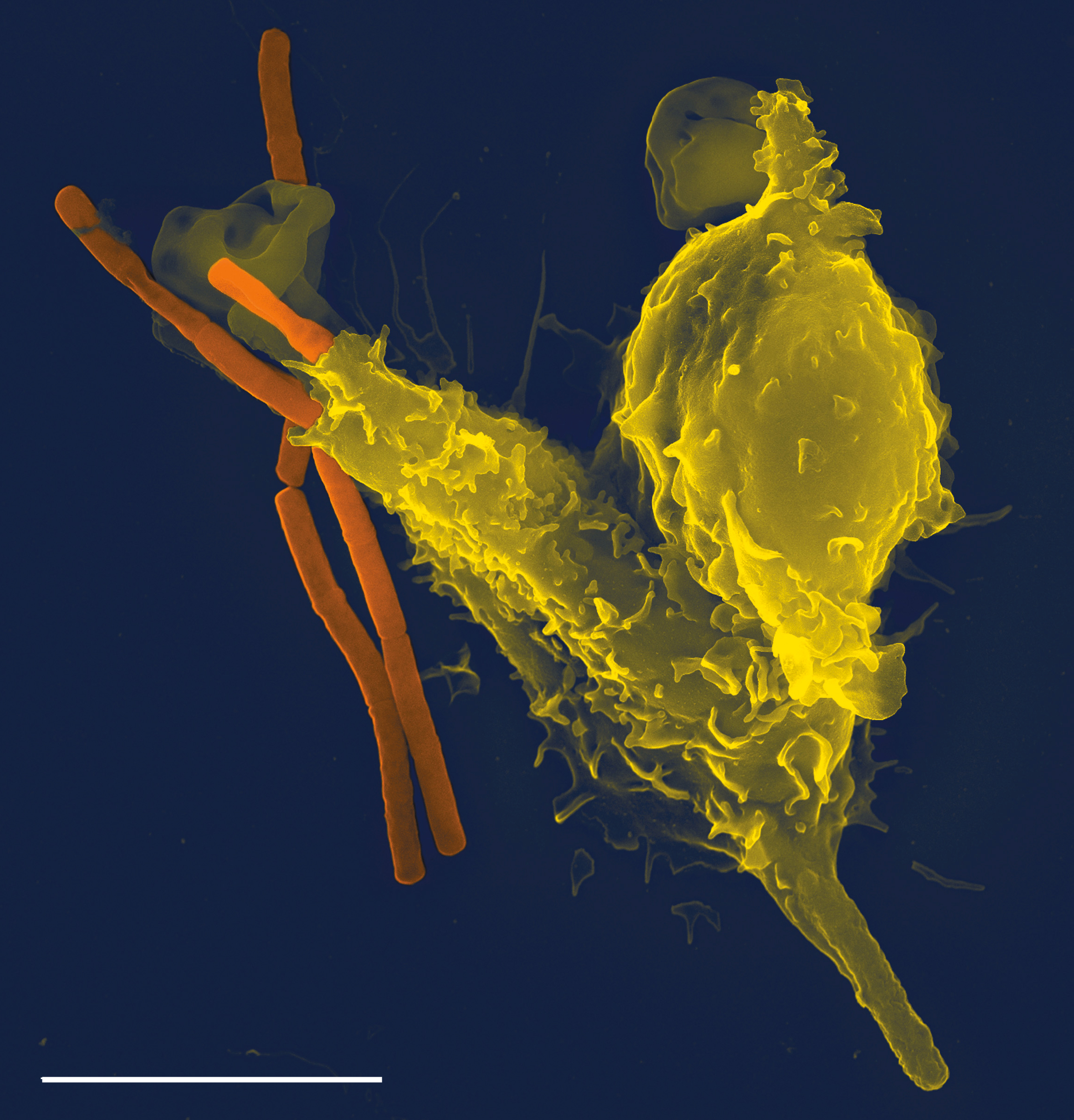
نگاره‌ای از یک نوتروفیل (نوعی گلبول سفید واقع در سمت راست عکس) در حال فاگوسیتوز یا خوردن باکتری سیاه‌زخم که با میکروسکوپ الکترونی گرفته شده‌است.

دستگاه ایمنی، سامانه ایمنی یا سیستم ایمنی (انگلیسی: Immune System) بخشی از بدن است که سلول‌ها و مولکول‌های خودی از بیگانه مثل میکروب‌ها و ویروس‌ها را شناسایی کرده و آن‌ها را از بین می‌برد یا بی‌خطر می‌کند. گاهی به دلیل تشابه آنتی‌ژن سلول‌های خودی با غیرخودی و گاهی به دلیل اشتباه در عملکرد سیستم ایمنی در سنین بالا یا به دلایل ارثی، سیستم ایمنی به سلول‌های خودی حمله می‌کند. (بیماری‌های خودایمنی)
https://doi.org/10.22037/afb.v12i1.46861
سیستم ایمنی بدن شامل طحال، کلیه‌ها، آنزیم‌ها، پوست، غشای مخاطی، مو، لکوسیت‌ها، مغز استخوان، کبد، معده، روده، اسید معده، آپاندیس، لوزه‌ها، آدنوئید، تیموس، پلاک‌های پی‌یر، رگ‌های لنفاوی، انواع ایمونوگلوبین‌ها و آنتی‌ژن‌ها و آنتی‌بادی است. لازم به ذکر است که سیستم ایمنی بدن به هر جسم خارجی غیر مرتبط به بدن حمله کرده و آن را نیز از بین می برد 

## دفاع غیر اختصاصی
بدن با دو روش دفاع غیر اختصاصی و دفاع اختصاصی عوامل بیماری‌زا و بیگانه را از بین می‌برد یا بی‌خطر می‌کند و مانع بروز بیماری می‌شود.
| دستگاه ایمنی ذاتی                   | دستگاه ایمنی تطبیقی (اکتسابی)          |                                         |
| ----------------------------------- | -------------------------------------- | --------------------------------------- |
| پاسخ غیراختصاصی                     | پاسخ اختصاصی به عامل بیماری‌زا و آنتی‌ژن |                                         |
| فوراً تماس به حداکثر پاسخ منجر می‌شود | وجود تأخیر بین تماس و حداکثر پاسخ      | دارای اجزای ایمنی سلولی و ایمنی هومورال |
| بدون حافظهٔ ایمونولوژیک              | ایجاد حافظهٔ ایمنولوژیک پس از مواجهه    |                                         |
| در تمام جانداران                    | فقط در مهره‌داران                       |                                         |

دفاع غیر اختصاصی در برابر اغلب میکروب‌ها یکسان عمل می‌کند و نمی‌تواند میکروب‌های مختلف را از یکدیگر تشخیص دهد.
دفاع غیراختصاصی شامل نخستین خط دفاع غیر اختصاصی و دومین خط دفاع غیر اختصاصی است.

#### اجزای نخستین خط دفاع غیر اختصاصی
- پوست: لایه‌های شاخی سطح پوست (از جنس کرآتین) مانع از نفوذ میکروب‌ها به داخل بدن می‌شوند. لایه بیرونی (اپیدرم) که خارجی‌ترین سلول‌های آن مرده‌اند به تدریج ریخته و میکروب‌های چسبیده به آن از این طریق از بدن دور می‌شود. علاوه بر این، چربی پوست و عرق، سطح پوست را اسیدی و از رشد میکروب‌ها جلوگیری می‌کنند.
- آنزیم لیزوزیم: آنزیم لیزوزیم موجود در اشک، عرق، مایع مخاطی و بزاق موجب تخریب دیوارهٔ سلولی باکتری‌ها می‌شود.
- لایه‌های مخاطی: لایه‌های مخاطی با ترشح مایع مخاط (موسین+آب=موکوس یا مخاط: مایعی چسبنده و لزج که دارای لیزوزیم است) باعث به دام انداختن میکروب‌ها و باکتری‌ها می‌شود. مجاری تنفسی از بینی تا نایژک‌ها، سطح لولهٔ گوارش از دهان تا مخرج، سطح مجرای ادرار از مثانه تا مجرای خروج ادرار و سطح داخلی مجاری تناسلی دارای بافت پوششی است که به آن لایهٔ مخاطی می‌گویند.
لولهٔ گوارش با ترشح اسید معده موجب تخریب میکروب‌ها شده و از راه دفع مدفوع، سبب دفع میکروب‌ها می‌شود. همچنین مجاری ادراری که از راه دفع ادرار سبب دفع میکروب‌ها می‌شوند هم لایه‌های مخاطی دارند. در مجاری تنفسی، مایع مخاطی، میکروب‌های به دام افتاده در آن را به کمک مژک‌های سلولی، به سمت حلق می‌راند (با حرکت بیرونی مژک‌ها) و به شکل خلط به‌طور ارادی می‌توان از بدن خارج کرده یا با بلعیدن آن به معده بازگشته شود که در آنجا شیره معده باعث تخریب میکروب می‌گردد.

#### دومین خط دفاع غیر اختصاصی
- پاسخ التهابی: به هنگام عبور مواد بیماری‌زا از نخستین خط دفاع، یکی از مکانیسم‌های دفاعی دومین خط دفاعی است. این پاسخ از رویدادهایی تشکیل شده‌است که در کنار هم، باعث مرگ میکروب‌ها و سرکوب عفونت می‌شوند. این پاسخ در زخم‌ها نمود بیشتری دارد. سلولهای آسیب‌دیده مانند(ماست-سل‌ها)، هیستامین ترشح می‌کنند که موجب افزایش قطر رگ‌ها و افزایش حجم خون عبوری در محل آسیب می‌شود. مواد شیمیایی دیگری نیز در محل آسیب‌دیده آزاد می‌شوند که کاربردهای متفاوتی دارند. برخی، گلبول‌های سفید خون را با فرایندهایی متوجه خود می‌کنند و باعث آمدن آن‌ها به محل می‌شوند. در نتیجه، گلبول‌های سفید با عمل دیاپدز از دیوارهٔ رگ عبور می‌کنند و به عوامل بیماری‌زا حمله کرده؛ آن‌ها را از پا درمی‌آورند.

در پاسخ التهابی، محل آسیب‌دیده، سرخ، متورم و گرم‌تر از بقیهٔ نقاط بدن می‌شود.
- پاسخ دمایی: در برخی عفونت‌ها، افزایش دمای بدن (تب) به‌وجود می‌آید که نشانهٔ مبارزهٔ بدن با بیماری است. در دمای بالاتر از حد طبیعی که توسط تب به‌وجود می‌آید، رشد برخی از میکروب‌ها متوقف می‌شود.
- فاگوسیت: گروه فاگوسیتها که برخی از آنها از گلبول‌های سفیدند، با بیگانه‌خواری میکروب‌ها را بلعیده، تجزیه و متلاشی می‌کنند. ابتدا میکروب‌ها توسط پای کاذب (بخش انعطاف‌پذیر و تغییر شکل‌دهندهٔ گلبول سفید) احاطه می‌شوند و سپس به‌صورت وزیکول وارد گلبول می‌گردند. در آنجا نیز، آنزیم‌های لیزوزومی، آن‌ها را تجزیه می‌کنند.
- گلبول‌های سفید: مهم‌ترین بخش دومین خط دفاع غیر اختصاصی هستند. تنها گلبول سفید بیگانه خوار، نوتروفیل است.
- پروتئین‌های مکمل که انواعی از پروتئین‌های شرکت‌کننده در دفاع غیر اختصاصی هستند، باعث متلاشی شدن میکروب‌ها می‌شوند. در کبد و سلول‌های پوششی روده کوچک و ماکروفاژها ساخته می‌شوند.

## دفاع اختصاصی
درصورتی که عوامل بیماری‌زا از سد دفاع غیر اختصاصی عبور کنند، با دفاع اختصاصی روبه‌رو خواهند شد. در این مکانیسم، علاوه بر ماکروفاژها نوعی از گلبول‌های سفید به نام لنفوسیت‌ها نقش دارند که از سلول‌های بنیادین مغز استخوان (مغز قرمز استخوان) حاصل می‌شوند. لنفوسیت‌ها به‌طور اختصاصی عمل می‌کنند، یعنی نوع خاصی از عوامل بیگانه را شناسایی کرده و از بین می‌برند. لنفوسیت‌ها پس از به وجود آمدن نابالغ هستند و برای کسب ویژگی‌های لازم برای شناسایی و مبارزه با میکروب‌ها، باید تکامل یابند. بر اساس محل کسب تکامل، لنفوسیت‌ها را به دو دستهٔ لنفوسیت‌های بی و لنفوسیت‌های تی تقسیم می‌کنند. لنفوسیت‌های بی در مغز استخوان و لنفوسیت‌های تی در تیموس تخصص یافته‌اند.
لنفوسیت‌های بالغ توانایی شناسایی مولکول‌ها و سلول‌های خودی را از بیگانه، و نیز مقابله با عوامل بیگانه را به دست می‌آورند و وارد جریان خون می‌شوند. لنفوسیت‌ها بر سطح خود دارای گیرنده‌هایی هستند که از لحاظ شکل هندسی مکمل نوع خاصی از آنتی‌ژن (که بر سطح عوامل بیگانه قرار دارد) است. به این ترتیب، هر لنفوسیت، با داشتن نوع خاصی گیرنده، آنتی‌ژن خاصی را شناسایی کرده و از بین می‌برد. به همین علت می‌گوییم که لنفوسیت‌ها به‌طور اختصاصی عمل می‌کنند. برخی از لنفوسیت‌ها بین لنف و خون در گردش‌اند، و برخی دیگر در گره‌های لنفی، طحال، لوزه‌ها و آپاندیس جمع می‌شوند.

#### ایمنی هومورال

آنتی‌ژن و پادتن (آنتی‌بادی) مکمل آن

ایمنی هومورال بخشی از دفاع اختصاصی است که به مبارزه با باکتری‌ها و ویروس‌های موجود در مایعات بدن می‌پردازد و در آن لنفوسیت‌های بی نقش دارند. لنفوسیت‌های بی هنگامی که برای نخستین بار به آنتی‌ژنی متصل می‌شوند، رشد می‌یابند، تقسیم می‌شوند و طی تغییراتی به پلاسموسیت و سلول‌های بیِ خاطره تبدیل می‌شوند. پلاسموسیت‌ها پروتئین‌هایی به نام پادتن ترشح می‌کنند که در خون محلول هستند. هر نوع پادتن به نوع خاصی آنتی‌ژن متصل می‌شود و آن را از بین می‌برد. نحوهٔ عمل پادتن‌ها گوناگون است. در بسیاری از موارد پادتن با اتصال به آنتی‌ژن‌های سطح عامل بیگانه، از اتصال آن به سایر سلول‌های بدن جلوگیری می‌کند، و موجب می‌شود میکروب به آسانی توسط ماکروفاژ بلعیده شود. سلول‌های بیِ خاطره نیز در بدن در حالت آماده‌باش می‌مانند و درصورت برخورد دوباره با همان آنتی‌ژن، تعداد بیشتری پلاسموسیت و مقدار کمی سلول خاطره تولید می‌کنند. در نتیجه، پادتن با مقدار و سرعت بیشتر تولید می‌گردد و مبارزه با شدت بیشتری انجام می‌گیرد.

#### ایمنی سلولی
مکانیسم ایمنی سلولی به مبارزه با سلول‌های آلوده به ویروس و باکتری، و سلول‌های سرطانی می‌پردازد. در این روش، لنفوسیت‌های تی نقش دارند. این سلول‌ها نیز، پس از اتصال با آنتی‌ژنی خاص، تکثیر پیدا کرده و انواعی از سلول‌های تی را به وجود می‌آورند:
- سلول‌های تی کشنده (یا سیتوتوکسیک): این سلول‌ها توانایی شناسایی و حملهٔ مستقیم را به سلول آلوده یا سرطانی دارند. آن‌ها با ترشح پروتئینی به نام پرفورین، منافذی را در این سلول‌ها ایجاد می‌کنند که به مرگ آن‌ها می‌انجامد.
- لنفوسیت تی کمک‌کننده: دو نوع هستند. فراوان‌ترین نوع آن، لنفوسیت‌های تی است به اعمال دستگاه ایمنی کمک می‌کند. این سلول‌ها، هدف ویروس اچ‌آی‌وی هستند.
- سلول‌های تی تضعیف‌کننده: این سلول‌ها اعمال سلول‌های تی کشنده و کمک‌کننده را کنترل می‌کنند و به پاسخ ایمنی خاتمه می‌دهند و از پاسخ‌های بیش از حد شدید جلوگیری می‌کنند.
- سلول‌های تی خاطره: این سلول‌ها در حالت آماده‌باش در بدن می‌مانند؛ و طریقهٔ مبارزه و آشنایی با ویروس را به نسل‌های بعدی انتقال می‌دهند.

## پیوند عضو
گاه توانایی لنفوسیت‌ها برای شناسایی عوامل بیگانه از خودی مطلوب نیست. در پیوند عضو، دستگاه ایمنی عضو پیوندی را بیگانه تلقی کرده و به آن حمله می‌کند. در این حالت گفته می‌شود که پیوند پس‌زده شده‌است. برای جلوگیری از چنین روندی، آنتی‌ژن‌های سطح عضو پیوندی باید بیشترین شباهت ممکن را به سلول‌های فرد گیرنده داشته باشند (مانند خانواده؛ زیرا آنتی‌ژن‌های سطح سلول‌های بدن آن‌ها با فرد گیرنده مشابه است) به علاوه، مصرف داروهایی (مانند داروهای کورتون) برای تضعیف دستگاه ایمنی نیز تجویز می‌شود.

## اختلال در دستگاه ایمنی

### حساسیت (آلرژی)
حساسیت یا آلرژی از اختلالات دستگاه ایمنی بدن است که ناشی از عدم تحمل دستگاه ایمنی در برابر عوامل خارجی گاهی غیر-مضر است. در این حالت، بدن در برابر یک آنتی‌ژن بیش از حد واکنش می‌دهد. به آنتی‌ژنی که موجب پاسخی به این شدت از طرف دستگاه ایمنی شود، مادهٔ حساسیت‌زا یا آلرژن گفته می‌شود. دانه‌های گردهٔ برخی گیاهان، گرد و غبار و برخی مواد شیمیایی می‌توانند مادهٔ حساسیت‌زا باشند.
هنگامی که فرد برای نخستین بار در معرض یک مادهٔ حساسیت‌زا قرار می‌گیرد، لنفوسیت‌های بی او فعال شده و پادتنی را ترشح می‌کنند. این پادتن، پس از ترشح، بر سطح ماستوسیت‌ها قرار می‌گیرد. در صورتی که فرد بار دیگر در معرض همان آلرژن قرار گیرد، آنتی‌ژن‌های آن به پادتن‌های موجود بر سطح ماستوسیت‌ها می‌چسبند. این موجب می‌شود تا سلول ماستوسیت گرانول‌های حاوی میانجی‌های التهابی به خصوص هیستامین را آزاد کند، آزاد شدن این میانجی‌ها علائم حساسیت را به دنبال دارد: تورم، خارش، آبریزش بینی و چشم، قرمزی، تنگی نفس، و…

### خودایمنی
در این نوع اختلال، دستگاه ایمنی بدن سلول‌های خودی را بیگانه تلقی کرده و به تخریب آن‌ها می‌پردازد. این واکنش ممکن است در اثر تولید نابه‌جای پادتن‌هایی باشد که علیه مولکول‌های سطح سلول‌های بدن ترشح می‌شوند.
بیماری‌های خودایمنی ممکن است بر بخش‌های مختلفی از بدن تأثیر بگذارند. به‌طور مثال، در بیماری ام‌اس دستگاه ایمنی به پوشش اطراف سلول‌های عصبی مغز و در بیماری اِی‌اِل‌اِس (ALS) به پوشش سلول‌های عصبی حرکتی در نخاع حمله می‌کند. در نتیجه، سلول‌های اعصاب صدمه دیده و ماهیچه‌ها از کار می‌افتند. بینایی و حرکت فرد مختل و فرد دچار بی‌حسی و لرزش می‌شود.
دیابت نوع ۱ نیز نوعی بیماری خودایمنی است که در آن سلول‌های بتای جزایر لانگرهانس واقع در لوزالمعده مورد تهاجم قرار می‌گیرد. بیماری آسم هم نوعی بیماری خودایمنی است که مخاط ریه به‌وسیلهٔ سیستم ایمنی صدمه می‌بیند.
در بیماری هاشیموتو، غدهٔ تیروئید تحلیل رفته و منجر به کم‌کاری تیروئید می‌شود.
در بیماری گریوز نیز پروتئین‌های مترشحه از دستگاه ایمنی موسوم به TSI (عملکرد آن‌ها مشابه TSH اما با این تفاوت که توسط تنظیم بازخوردی کنترل نمی‌شوند) غدهٔ تیروئید را وادار به تولید بیش از حد هورمون‌های تیروئیدی می‌کند و تقسیم سلولی را در تیروئید افزایش داده و سبب گواتر می‌شود.
همچنین بیماری‌های پوستی مثل پسوریازیس و ویتیلیگو در نتیجهٔ حملهٔ سیستم ایمنی به سلول‌های پوست به‌وجود می‌آیند.
اختلال دستگاه ایمنی می‌تواند به بیماری لوپوس نیز منجر شود.

### نقص ایمنی
گاهی ممکن است در یک یا تعدادی از اجزای دستگاه ایمنی نقصی بروز کند. نقص ایمنی ممکن است مادرزادی یا در اثر عوامل محیطی (اکتسابی) باشد. بیماری ایدز مثالی از نقص ایمنی اکتسابی است که در آن سلول‌های تی کمک‌کننده مورد تهاجم ویروس اچ‌آی‌وی قرار می‌گیرند که موجب تحلیل قدرت دفاعی بدن و ایجاد عفونت‌های فرصت‌طلب می‌شود. برخی افراد نیز به‌طور مادرزاد فاقد غدهٔ تیموس هستند که موجب اختلال در بلوغ لنفوسیت‌های تی می‌شود.